# Batman (aviation)
 (décembre 2023).
Si vous disposez d'ouvrages ou d'articles de référence ou si vous connaissez des sites web de qualité traitant du thème abordé ici, merci de compléter l'article en donnant les références utiles à sa vérifiabilité et en les liant à la section « Notes et références ».
Pour les articles homonymes, voir Batman (homonymie).
Dans l'aviation, le Batman, en anglais Landing Signal Officer (en), est la personne qui dirige les avions sur les aires de parking d'un aéroport et les porte-aéronefs. En France, le « Batman » est un agent de piste qui, en plus de diriger les avions au sol, charge et décharge le contenu des soutes. Cette personne est équipée :
- de raquettes, de jour ;
- ou de bâtons luminescents, la nuit.

## Formation

### En France
Pour exercer ce métier, il y a la possibilité de faire un Certificat d'aptitude professionnelle ou un baccalauréat professionnel dans le domaine des transports. Il est impératif d'être détenteur du permis B (pour le permis TZ, qui permet de conduire des engins spécifiques sur le tarmac, c'est l'entreprise qui recrute qui donne la formation).